# Битка за Госпић
Битка за Госпић вођена је у околини Госпића, у Хрватској, од 29. августа до 22. септембра 1991. године током Хрватског рата за независност. У бици су се сукобили Југословенска народна армија (ЈНА), стационирана у пет касарни у граду, и паравојни елементи српске гарде против Хрватске народне гарде (ЗНГ), полицијских снага стационираних у Госпићу и полицијских појачања из других делова Хрватске. Борбе у источним окрузима Госпића, које су контролисале снаге ЈНА уз подршку артиљерије, биле су углавном статичне, али се равнотежа померила у корист хрватских снага након заузимања неколико складишта и касарни ЈНА 14. септембра. Преостале касарне су заузете до 20. септембра, што је довело до протеривања снага ЈНА и српске гарде из града.
Битка је уследила након ескалације етничких тензија у региону Лике, укључујући нападе на хрватске цивиле у Ловинцу, напад на контролни пункт хрватске полиције у Жутој Локви и окршаје на Плитвичким језерима и превоју Љубово на путу Госпић –Плитвичка језера . До краја 1991. године дошло је до даљег погоршања ситуације у региону, што је резултирало ратним злочинима над Србима и Хрватима у масакрима у Госпићу и Широкој Кули . Борбе у региону остале су у ћорсокаку, са мало или без икаквих територијалних добитака на било којој страни, све док није проглашено трајно примирје потписивањем Сарајевског споразума 2. јануара 1992. године.

## Позадина
У августу 1990. године, у Хрватској је избио устанак, усредсређен на претежно српско насељена подручја далматинског залеђа око града Книна, као и у деловима Лике, Кордуна и Бановине, и насељима у источној Хрватској са значајним српским становништвом. Ови региони су постали новоформирана САО Крајина ( Српска аутономна област ). Објава намере САО Крајине да се интегрише са Србијом резултирала је тиме да је хрватска влада прогласила устанак побуном.
До марта 1991. године, сукоб је ескалирао у Хрватски рат за независност и у јуну 1991. године, распадом Југославије, Хрватска је прогласила независност. Декларација је ступила на снагу 8. октобра након тромесечног мораторијума. САО Крајина, преименована у Републику Српску Крајину (РСК) 19. децембра, потом је покренула кампању етничког чишћења хрватских цивила.
Контрола растућих тензија постала је отежана све већом подршком САО Крајини коју је пружала Југословенска народна армија (ЈНА). Немогућност хрватске полиције да се носи са ситуацијом довела је до оснивања Хрватске народне гарде (ЗНГ) у мају 1991. године. Међутим, развој ЗНГ у војну силу био је отежан ембаргом УН на оружје, уведеним у септембру, док је војни сукоб у Хрватској наставио да ескалира — битка за Вуковар почела је 26. августа.

## Увод
Већ напета ситуација у региону Лике, након инцидента на Плитвичким језерима 1. априла, када су се догодиле прве жртве у Хрватском рату за независност, додатно се погоршала у јуну када је Хрватска поново потврдила свој суверенитет кроз парламентарну декларацију. То се огледало у порасту насилних инцидената, постављању неовлашћених контролних пунктова на путевима и повременој размени ватре из лаког оружја. 22. јуна, три полицајца су отета на путу између Госпића и Грачаца, који је под контролом САО Крајине, а низ напада на хрватску полицију догодио се у разним деловима Лике, укључујући Госпић, 27. и 28. јуна. У јулу 1991. године, ЈНА је почела отворено да се суочава са хрватском полицијом и ЗНГ у Лици. 1. јула, полицијску станицу Плитвице је опколила ЈНА, а 6. јула, два припадника ЗНГ су убијена, а још два рањена у заседи ЈНА у близини Госпића. Даља ескалација борби забележена је на превоју Љубово на путу Госпић– Кореница, где су се трупе ЈНА и САО Крајине бориле и потиснуле ЗНГ 28. и 29. јула.
Етничко насиље је наставило да ескалира када су српске паравојне јединице 5. августа отеле и убиле пет хрватских цивила из Ловинца у јужној Лици, а нападнут је и полицијски контролни пункт у Жутој Локви. Почетком августа, ЈНА је преместила 236. пролетерску моторизовану бригаду (бригада само по имену, 236. је заправо била само јединица величине чете) и део моторизованог батаљона 4. оклопне бригаде, претходно распоређеног на превоју Љубово, у Госпић као појачање за свој гарнизон у граду. Остали покрети у том месецу укључују напад и заузимање полицијске станице Плитвице 30. од стране снага САО Крајине.
Са неизбежним заузимањем Плитвица и повлачењем ЗНГ из Личког Осика 31. августа, 8 километара северно од Госпића, САО Крајина и ЈНА су преусмериле свој фокус у Лици на сам Госпић, где су Срби чинили 38,4% од укупног становништва од 12.000.

## Борбени ред
Снаге ЈНА састојале су се од 70 официра и 200 војника стационираних у касарни Станко Опсеница и четири друга мања објекта ЈНА у Госпићу. Гарнизон је подржавало 128 паравојних јединица српске гарде предвођених Ђорђем Божовићем, које су распоређене у Госпић из Србије користећи превоз ЈНА, према интервјуу са командантом јужне личке територијалне одбране 1991. године. Након реорганизације 1991. године, јединице ЈНА са седиштем у Госпићу биле су 236. моторизована бригада и 1. бригада 35. партизанске дивизије, обе потчињене Ријечком корпусу. Пре тога, 10. пролетерски пешадијски пук, јединица класе Б која је морала да одржава само 15% ратног броја трупа, био је стациониран у Госпићу, али је спојен са 9. пролетерским пешадијским пуком и формирао 236. моторизовану бригаду. Гарнизоном ЈНА у Госпићу формално је командовао пуковник Петар Ћавар, међутим, ефективну команду је преузео његов начелник штаба, мајор Југословенске контраобавештајне службе Реља Томић.
Почетком септембра, хрватске снаге у Госпићу бројале су 427 војника, углавном из полицијских снага са седиштем у Госпићу, Ријеци и Забоку, добровољаца из Госпића, Загреба и Сења, као и трупа Хрватских одбрамбених снага. Једина јединица ЗНГ у Госпићу била је 118. пешадијска бригада, која је почела да се формира око 58. самосталног батаљона ЗНГ 14. августа, али није била у потпуности окупљена до после октобра. До средине септембра, бригада се састојала од два батаљона - једног са четири чете и другог са три. 118. пешадијском бригадом командовао је потпуковник Мирко Норац, док је начелник хрватске полиције у Госпићу био Иван Дасовић.

## Ток битке
ЈНА и српске паравојне снаге бомбардовале су Госпић артиљеријом стационираном у селу Дивосело и касарни ЈНА Јасиковац 29. августа 1991. године. Интензитет ових напада значајно се повећао према средини септембра, проузрокујући значајну штету Госпићу; један извештај САО Крајине о нападу процењује да је више од 50% објеката у граду оштећено.
На почетку битке, ЈНА и паравојне јединице су потиснуле хрватске снаге из источног Госпића. Дана 5. септембра, хрватске снаге су заробиле генерал-мајора ЈНА Трајчета Крстевског, заједно са три оклопна транспортера и 32 војника, када је покушао да стигне до касарне ЈНА која је била изолована у центру града, али су их пустили следећег дана након успешних преговора о размени заробљеника. Хрватски команданти у Госпићу су, међутим, одбили захтев да се врате и оклопни транспортери - супротно упутствима хрватских власти у Загребу. Након заробљавања Крстевског, артиљеријско бомбардовање ЈНА се интензивирало, у просеку 1.100 артиљеријских граната дневно. Упркос интензивном бомбардовању, друга недеља битке је била пат позиција, без икаквих промена у линијама контроле.
ЗНГ и хрватска полиција планирали су да 14. септембра искључе струју, воду и комуникације свим објектима ЈНА у делу Хрватске под контролом владе. У Госпићу је ова акција померена на 13. септембар, исти дан када је ЗНГ заузела складиште ЈНА. Ово је хрватским трупама обезбедило 14.000 пушака и значајну количину противтенковског оружја, више него довољно да хрватске снаге парирају ЈНА у граду. Касарна ЈНА у Перушићу и касарна Канижа у Госпићу заузете су следећег дана. Главни део гарнизона ЈНА у Госпићу предао се 18. септембра, након три дана борби за касарну Станко Опсеница. Пешадијски напад који је имао за циљ подршку гарнизону ЈНА успешно су одбиле хрватске снаге 16. септембра у области Дивосела, где је Божовић погинуо. Након што је центар града постао релативно безбедан, хрватске снаге су прошириле офанзиву, заузевши касарну Јасиковац и ослободивши два хрватска џепа у селима Рибник и Билај до 20. септембра. Како се ЈНА предала, српске снаге су се повукле из источних делова Госпића на линију 8 километара испред Медака, док су хрватске снаге завршиле чишћење Госпића до 22. септембра.

## Последице
Хрватска је заробила око 300 официра и војника ЈНА, који су након заробљавања одведени у Ријеку. Касније су размењени за хрватске ратне заробљенике које је ЈНА заробила у бици за Вуковар и другде у Хрватској. Заплењена је велика количина лаког оружја и муниције, као и седам тенкова и дванаест топова 120 mm (4,7 in) минобацачи. Након битке, артиљеријско бомбардовање Госпића настављено је са положаја око Дивосела и Личког Читлука, отприлике 5 to 8 kilometres (3,1 to 5,0 miles) јужно од Госпића. Окршаји у Лици су се наставили до јануара 1992. године, јер је свака страна настојала да побољша своје положаје на терену, посебно око Госпића и Оточца. Дана 23. септембра, хрватско напредовање на југ зауставиле су снаге ЈНА и САО Крајине, које су се састојале од пешадијског батаљона и оклопног воза Крајина Експрес, а које су браниле складиште ЈНА у Светом Року. ЈНА је обезбедила складиште и заузела Ловинац 26. септембра. До краја септембра, хрватски одбрамбени положаји око Оточца били су довољно ојачани да су покретани само мањи напади, и то првенствено у близини села Дренов Кланац. Крајем октобра и почетком децембра, борбе су се интензивирале око Дивосела код Госпића, али ниједна територија није прешла у другу руку. Интензитет артиљеријског бомбардовања Госпића достигао је врхунац 1. новембра 1991. године, када је 3.500 артиљеријских граната погодило град. У децембру је Кнински корпус ЈНА предложио Генералштабу ЈНА да напредује из Грачаца у покушају да заузме Госпић и Оточац, али је потписивање Сарајевског споразума и прекид ватре 2. јануара 1992. године у великој мери зауставило даље борбе, све до почетка операције Медачки џеп у септембру 1993. године.
Континуирани војни сукоб у региону пратила је ескалација етничког насиља, што је кулминирало ратним злочинима против цивила које су починиле војне власти у Госпићу и војска САО Крајине у подручју око Личког Осика у октобру 1991. године. У Госпићу је око 100 српских цивила одведено из града и убијено на околним пољима. Неки од одговорних за догађај, касније познат као масакр у Госпићу, кривично су гоњени од стране хрватског правосуђа. То је резултирало осудом, 2003. године, Норца и још двојицу оптужених на 12 година затвора. Убиства у подручју Личког Осика, позната као масакр у Широкој Кули, резултирала су смрћу 40 цивила, углавном Хрвата, али и неких Срба осумњичених за подршку Хрватској. Године 2011, суд у Београду, Србија, осудио је четворицу бивших припадника милиције САО Крајине за убиство четворице Срба и једног Хрвата у Широкој Кули.
Хрватске власти су 1993. године оптужиле Марцела Дуспера, Тому Чачића, Јову Купрешанина, Богдана Одановића, Рељу Томића, Душка Бајића, Данета Дракулу, Мићу Васића, Гоце Конеског, Слободана Дотлића, Драгољуба Лазаревића, Радована Раденковића, Братислава Милојковића, Стеву Милошевића и Милоша Богдановића са 15 службеника, 15 бивших 9 ЈНА, ратни злочин против цивилног становништва. Свим оптуженима, осим Дракули, суђено је у одсуству. Дракула је ослобођен, док су Дуспер, Томић и Бајић осуђени на по 20 година затвора, док су остали оптужени осуђени на по 15 година. Пресуде је потврдио Врховни суд Хрватске 1994. Дотлић је ухапшен 18. октобра 2013. након што је посетио родитеље који живе у Хрватској. Пре хапшења, Дотлић је тражио ново суђење, али је након хапшења оптужба против њега преиначена у оружану побуну, што је касније одбачено након Закона о општој амнестији.